# Alpaca (aleación)

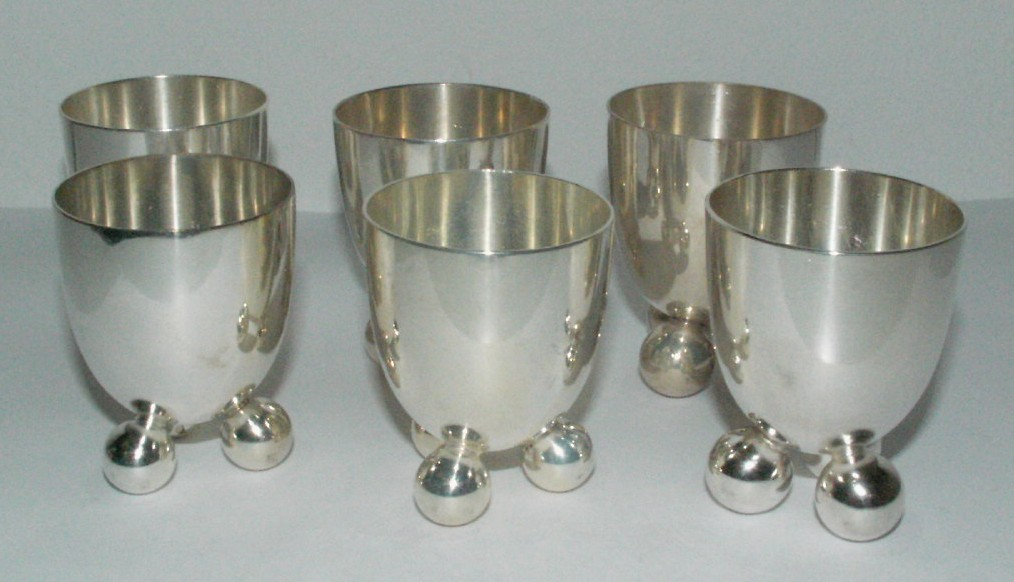
Hueveras de alpaca.

La alpaca, que recibió originalmente el nombre de maillechort, conocida también como alfénido, plata alemana, metal blanco, plata nueva o argentán, es una aleación ternaria compuesta por zinc, cobre y níquel, con color y brillo parecidos a los de la plata. Las aleaciones que contienen más del 60 % de cobre son monofásicas y se caracterizan por su ductilidad y por la facilidad para ser trabajadas a temperatura ambiente; la adición de níquel les confiere una buena resistencia a los medios corrosivos. 
Esta aleación fue inventada por los franceses Maillot y Chorier en 1819, por lo que en Francia se conoce como maillechort. Su objetivo fue imitar la plata para el servicio de mesa, en especial la cubertería.
Entre sus aplicaciones se encuentran la fabricación de imágenes religiosas, vajilla de mesa, bombillas (sorbete) para mate o tereré, cremalleras, objetos de bisutería, llaves de los instrumentos musicales (por ejemplo, el oboe), trastes para guitarra, raíles de vías para modelismo ferroviario, diales para receptores de radio, monedas, instrumentos quirúrgicos y dentales, y reostatos.
La calidad de la alpaca se considera mayor cuanto más níquel contenga en su composición. En esta tabla se muestra las diferentes composiciones y su calidad:[cita requerida]
| Cobre | Zinc | Níquel | Calidad         |
| ----- | ---- | ------ | --------------- |
| 52%   | 26%  | 22%    | Primera calidad |
| 59%   | 30%  | 11%    | Segunda calidad |
| 63%   | 31%  | 6%     | Tercera calidad |